# Sadya Bairou
Sadya Bairou, auch: Sadya Bayrou, (* 1963 in Essaouira, Marokko; † 13. April 2010 in Essaouira) war eine zeitgenössische marokkanische Malerin.

## Leben
Sadya Bairou wuchs in Essaouira auf; ihre Eltern vermittelten ihr schon früh ein Gefühl für Kunst und Kultur. Von 1988 bis 1991 studierte sie an der École des Beaux-Arts in Mülhausen/Frankreich und in Tétouan. Sie beschäftigte sich vor allem mit dem Erbe der arabisch-berberischen Kultur und deren mystisch-symbolischer Bildsprache. Bairou lebte und arbeitete als Künstlerin in Europa und China; seit 1994 pendelte sie zwischen Berlin und ihrer Heimatstadt Essaouira. Sadya Bairou war als Repräsentantin der marokkanischen Malerei der Gegenwart auf internationalen Ausstellungen vertreten.
2005 gründete sie in Essaouira das Zentrum AKAL de l’Art et l’Ecologie (Akal berberisch für: Erde), in dem junge Künstler ihre Arbeiten kostenlos ausstellen können.
Nach ihrem Tod fand 2010 im Rahmen des 13. Weltmusikfestivals Festival Gnaoua et Musiques du Monde, das jährlich in Essaouira stattfindet, als Hommage an Sadya Bairou eine Ausstellung ihres Werks unter dem Titel Traces et mémoires (französisch für: Spuren und Erinnerungen) statt.

## Retrospektive
- 2010: Traces et mémoires. Hommage à l'Artiste Sadya Bairou, Bastion Bab Marrakech in der Medina von Essaouira

## Gruppenausstellungen (Auswahl)
- 2003 International Artist's Book Trienniale in Vilnius[4]
- 2004 ARTiade Athen – Olympiade der Bildenden Kunst[5]
- 2008 Couleur et Olympisme, 13. Biennale in Peking, Nationales Kunstmuseum[6]
- 2008 El Hal, le tourbillon des génie, Galerie Borj Bab Marrakech d'Essaouira[7]
- 2013 2e Salon National d'Art Contemporain, zeitgenössische marokkanische Kunst im Forum de la culture in Casablanca (ex.Cathedrale Sacre Coeur)[8]

## Weiterführende Literatur
- Naima Salam: Marokkanische und europäische Kunsttraditionen als Inspirationsquelle für die marokkanische Malerei der Gegenwart, Lit Verlag 2004, ISBN 978-3-8258-7361-5